# Malwina Garfeinowa-Garska
Malwina Garfeinowa-Garska, également Malwina Posner, pseud. Maria Zabojecka, M.Z. est une écrivaine,  publiciste, critique littéraire et traductrice polonaise née le 15 octobre 1870 à Varsovie et morte le 19 septembre 1932 à Cracovie.

## Biographie
Elle naît Malwina Maria Posner, sœur cadette de Stanisław Posner (pl). Elle fait ses études à Varsovie dans des internats, puis dans des classes secrètes.
À partir de 1896, elle est membre de l'Union étrangère des socialistes polonais. Elle utilise le pseudonyme Maria Zabojecka à partir de 1921, bien que des poèmes signés des initiales M.Z. apparaissent dans des revues dès 1896.

## Vie privée
Le 1er mars 1892, elle épouse à Cracovie le philosophe Stanisław Salomon Garfein-Garski.

## Œuvres
- 1907 : Gromnice
- 1912 : Powieść o duszy polskiej
- 1927: Z kobiecej niedoli